# Bruno Liljefors
  Bruno Liljefors    (Parròquia de la Catedral d'Uppsala, 14 de maig de 1860 - Parròquia de la Catedral d'Uppsala, 18 de desembre de 1939), nom complet Bruno Andreas Liljefors, fou un artista suec, probablement el més important dels pintors de finals del segle xix en la seva especialitat de captar la flora i fauna salvatge amb pinzellades d'estil impressionista. També va dibuixar algunes històries seriades, convertint-se en un dels primers dibuixant de còmics suecs. Era germà del compositor i director Ruben Liljefors.

## Vida i obra

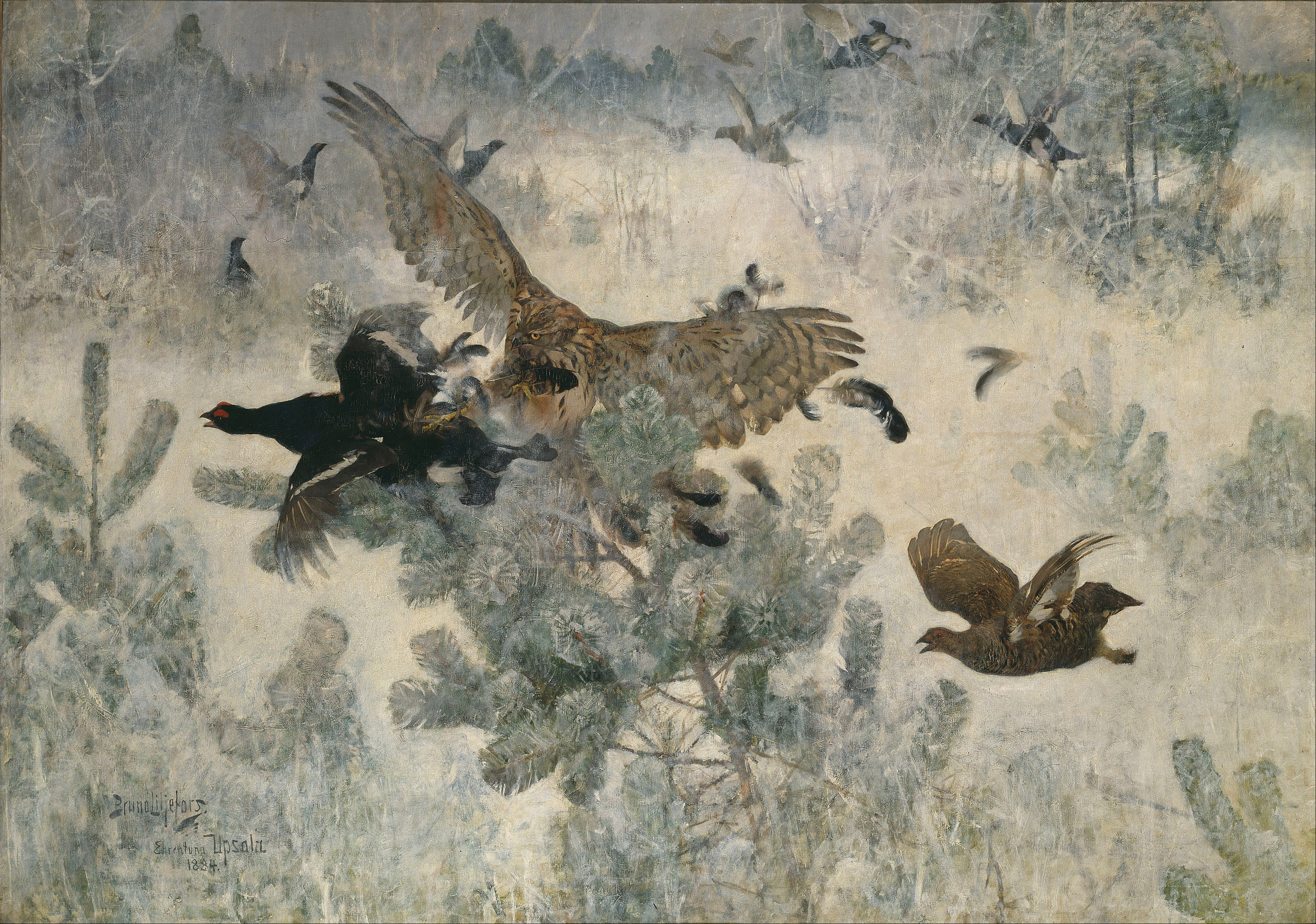
Esparver i gall de cua forcada

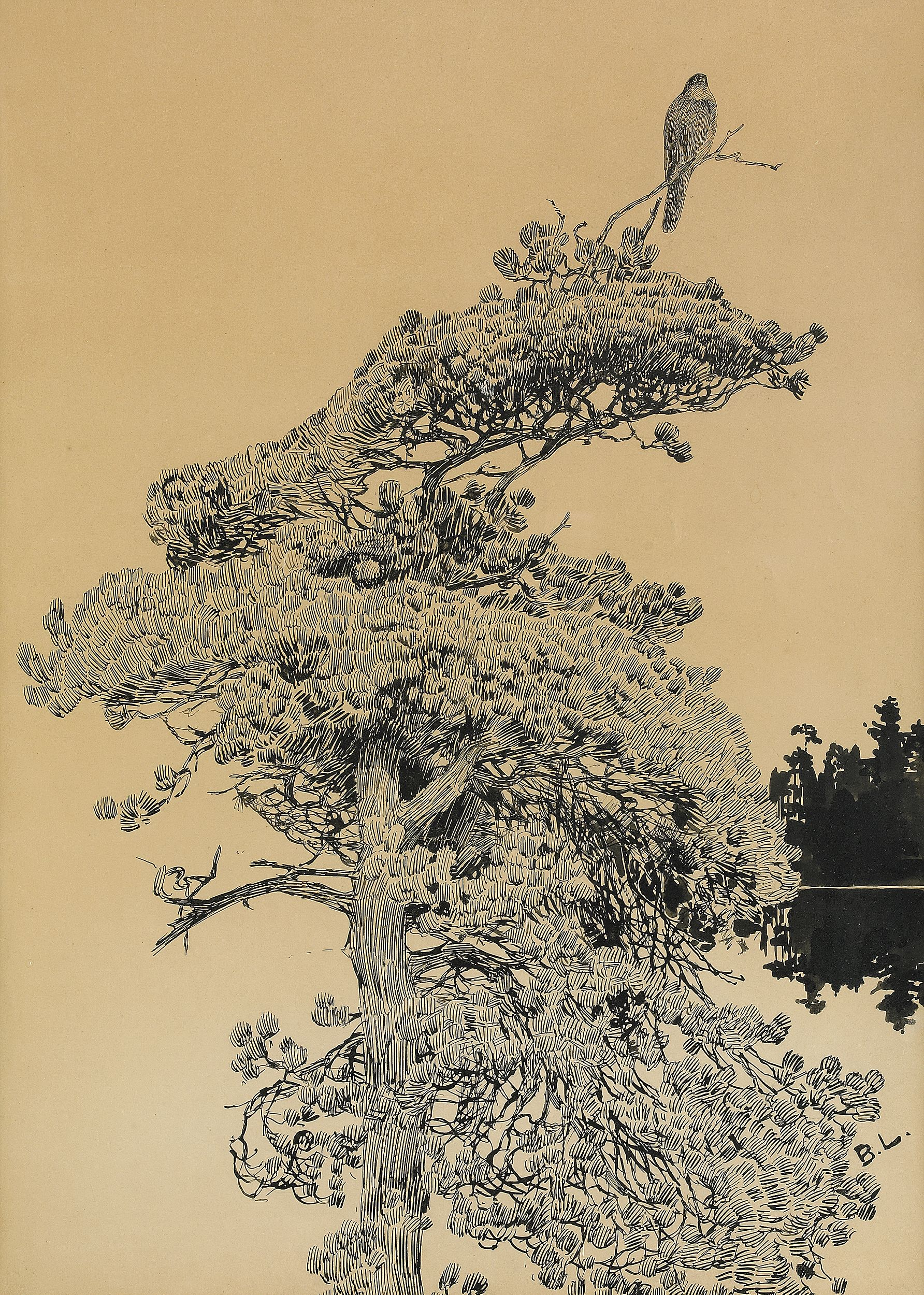
Falcó peregrí a la copa d'un arbre

Liljefors va començar el 1879 a la Reial Acadèmia Sueca de les Arts, per la seva formació bàsica, però mai li va agradar pintar antiguitats i després del tercer any, la primavera de 1882, va seguir l'exemple d'Anders Zorn i va abandonar l'Acadèmia. El 1882 va viatjar a Düsseldorf per estudiar pintura animal. Després d'un mes, va anar a l'Alta Baviera amb el seu amic Johan Tirén, on Liljefors va pintar un gat caçant que més tard va ser adquirida pel col·leccionista jueu Pontus Fürstenberg. Els dos amics es van anar de viatge a Roma, Nàpols i París. Aquí va tenir una gran inspiració de la colònia d'artistes de Grez-sur-Loing, influenciat tant per la pintura a l'aire lliure com de la moda dels gravats en fusta japonesos. Pertanyia al grup dels opositors que, a la dècada dels 1880, eren crítics de la formació de l'Acadèmia i el seu director Georg von Rosen.
El 1906 va ser membre de l'Acadèmia de les Arts de Berlín, i el 1919 el varen anomenar doctor honoris causa per la Universitat de Rostock.
Liljefors és tingut en alta estima pels pintors de la fauna i és reconegut com a influència, per exemple, per l'artista de la fauna nord-americà Bob Kuhn. Tota la seva vida Liljefors va ser un caçador, i sovint pintava accions de presa, les lluites entre guineu i llebre, l'àguila marina i l'èider, o entre astor i el gall de cua forcada són exemples freqüents. No obstant això, ell mai va exagerar la ferocitat del depredador o el patetisme de la presa, i els seus quadres no tenen sentimentalisme.
La influència dels impressionistes es pot observar en la seva atenció als efectes de l'entorn i la llum, i més enllà que l'Art Nouveau, s'observa en
el seu Mallards, vespre de 1901, on el patró de la llum solar baixa en l'aigua sembla pell de lleopard, per això el renom suec Panterfällen. Bruno estava fascinat pels patrons que trobava a la natura, i sovint feia art fora dels patrons de camuflament d'animals i ocells. Particularment va estimar el gall fer contra un rosegador, i la seva pintura amb més èxit d'aquesta temàtica és el Gall ferde grans dimensions de 1888, on es captura l'atmosfera del bosc a l'alba. Va rebre també la influència de l'art japonès, per exemple en el seu Caderneres de finals dels anys 1880.
Durant els últims anys del segle xix, un element inquietant va entrar en el seu treball, potser com a resultat de l'agitació en la seva vida privada, ja que ell va deixar la seva dona, Anna, i es va anar a viure amb la seva germana més jove, Signe, i també perquè sovint anava curt de diners. La qualitat més fosca de les seves pintures gradualment va començar a atreure l'interès i les seves pintures es van exhibir al Saló de París.

## Estil
Ell va acumular una col·lecció d'animals per actuar com els seus models de vida. Ernst Malmberg el recorda:
Els animals semblaven tenir una instintiva confiança i atracció real cap a ell...en el seu tancat es veia el seu poder inevitable sobre els seus nombrosos residents -guineus, teixons, llebres, esquirols, musteles, una àguila, mussol d'àguila, esparvers, gall fers i galls de cua forcada.
La grandesa de Liljefors resideix en la seva habilitat de mostrar animals en el seu entorn. De vegades ha va aconseguir seguint i observant animal vius, i de vegades va utilitzar animals morts: per exemple, el seu Esparver i gall de cua forcada, va ser pintat l'hivern de 1883-1884, basant-se en espècimens morts, però també va utilitzar la seva memòria per pintar les bandades de gall fer negre als prats al voltant d'una cabana on va estar un cop a Ehrentuna, prop d'Uppsala. Va escriure:
L'Esparver model—un exemplar jove— el vaig matar jo mateix. Tot va ser pintat a l'aire lliure com normalment es feia en aquells dies. Va ser un bon treball mirant de col·locar l'esparver mort i el gall fer entre els arbustos que vaig inclinar de manera que semblés viva, tot i que en realitat era una natura morta.

Paisatges d'hivern
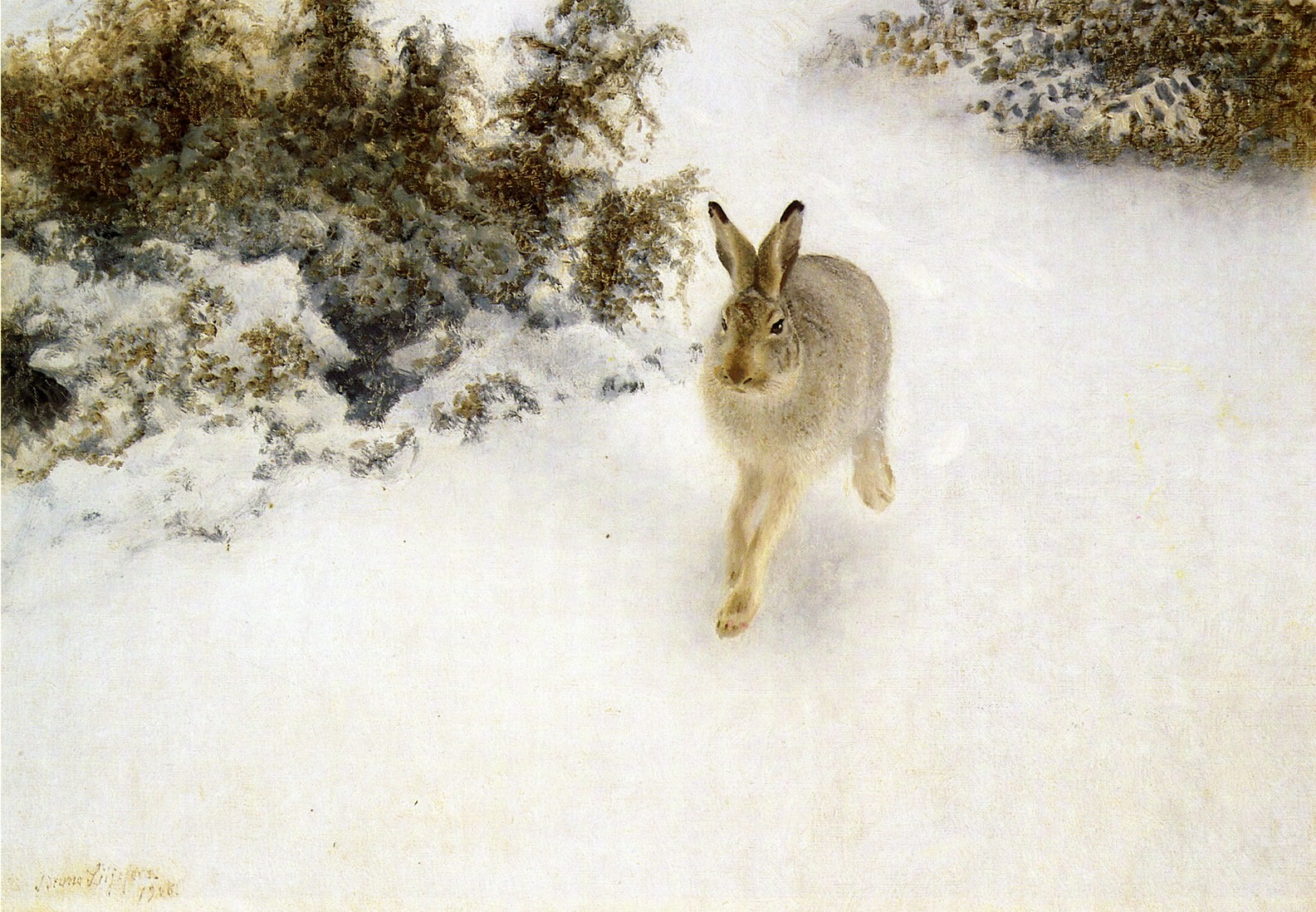
Llebre d'hivern, 1908
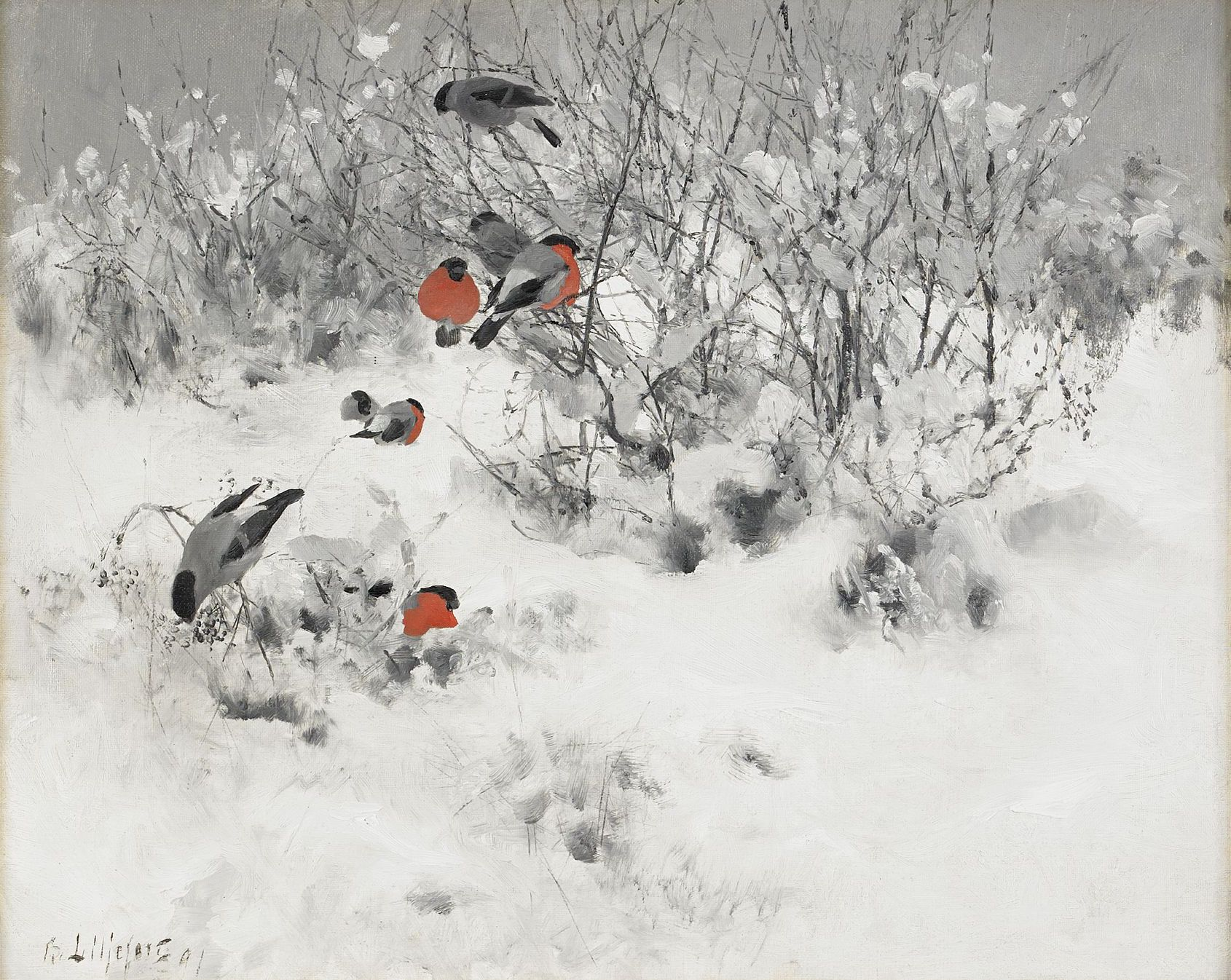
Paisatge d'hivern amb pinsà, 1891
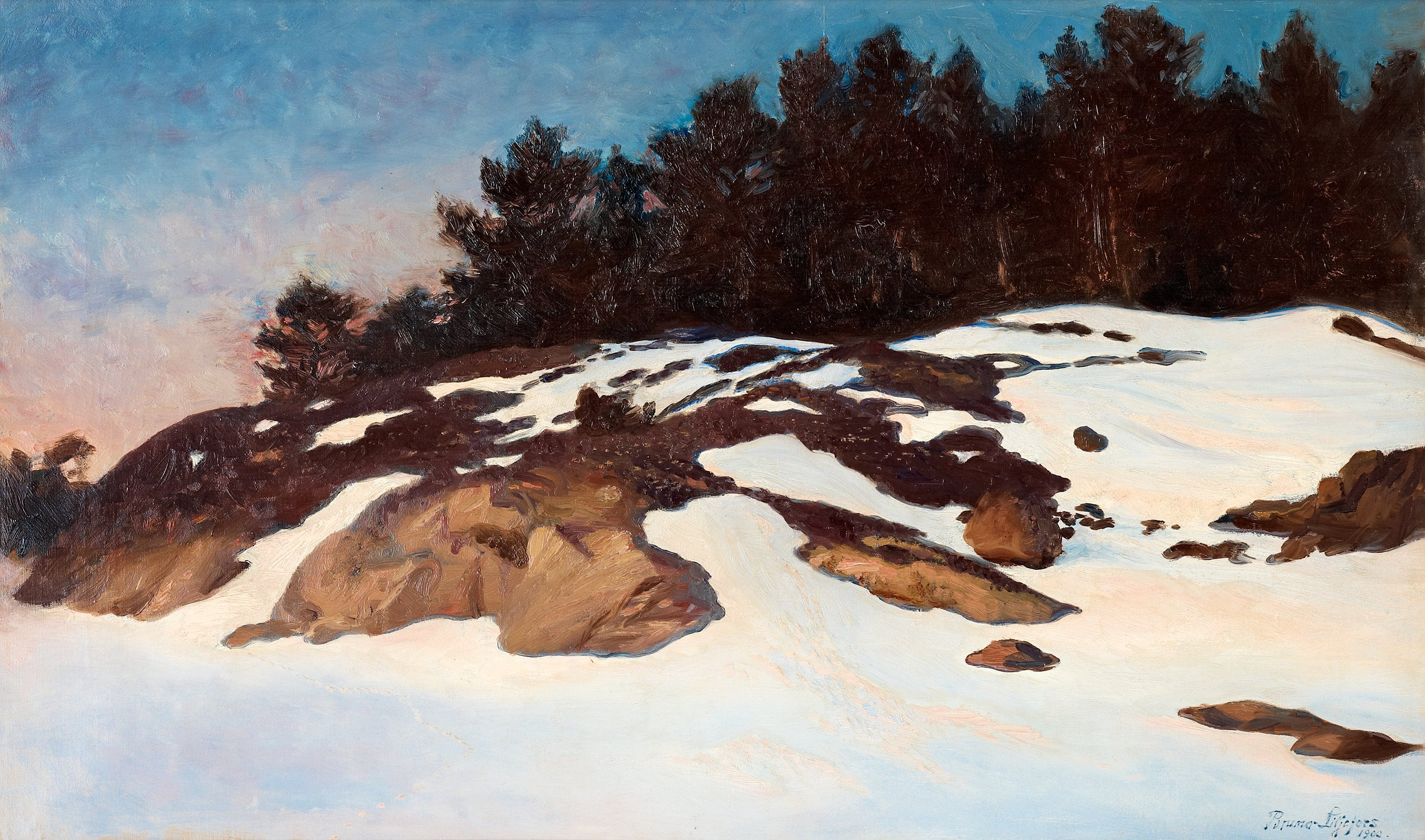
Paisatge d'hivern a l'alba, 1900
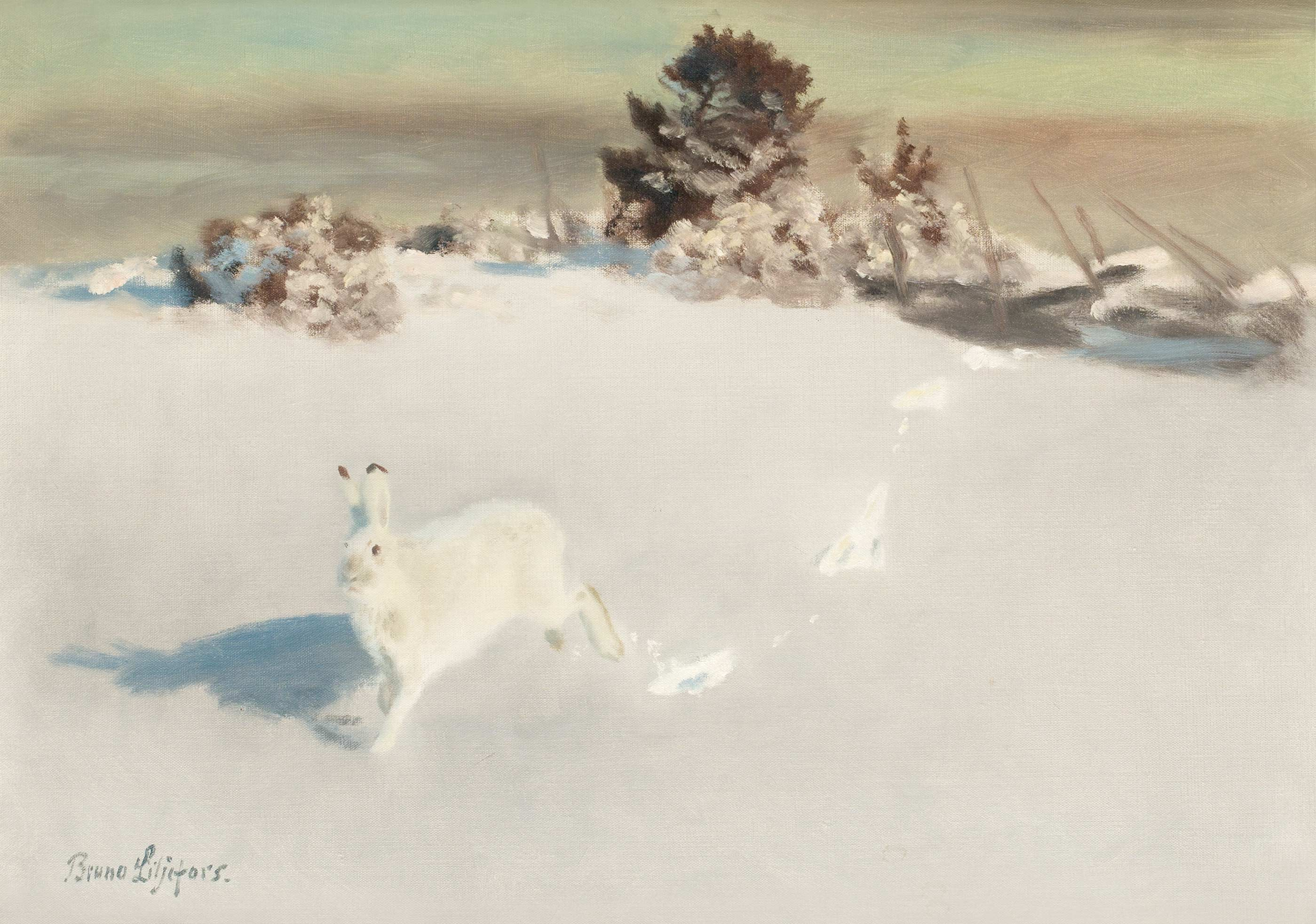
Llebre d'hivern, sense datar

## Valoració
Aquestes pràctiques de vegades han provocat crítiques a la labor de Liljefors; per exemple, Lars Jonsson ha observat una "heraldització" del drama a L'àguila daurada que empaita una llebre, 1904, provocant un abandonament del naturalisme pur, i ho dedueix per la posició de les plomes de l'ala de l'àguila que ha estat lliscant més que girant en reacció a com està pintada la llebre.
Tanmateix, Liljefors va ser un pioner en el seu moment, quan l'art de la flora i la fauna just emergia de la seva associació amb pintures científiques i de taxidermistes. Va posar un estàndard d'identificació amb el paisatge que substancialment va influir el subsegüent desenvolupament de l'art de flora i fauna en el segle xx.

## Pintures

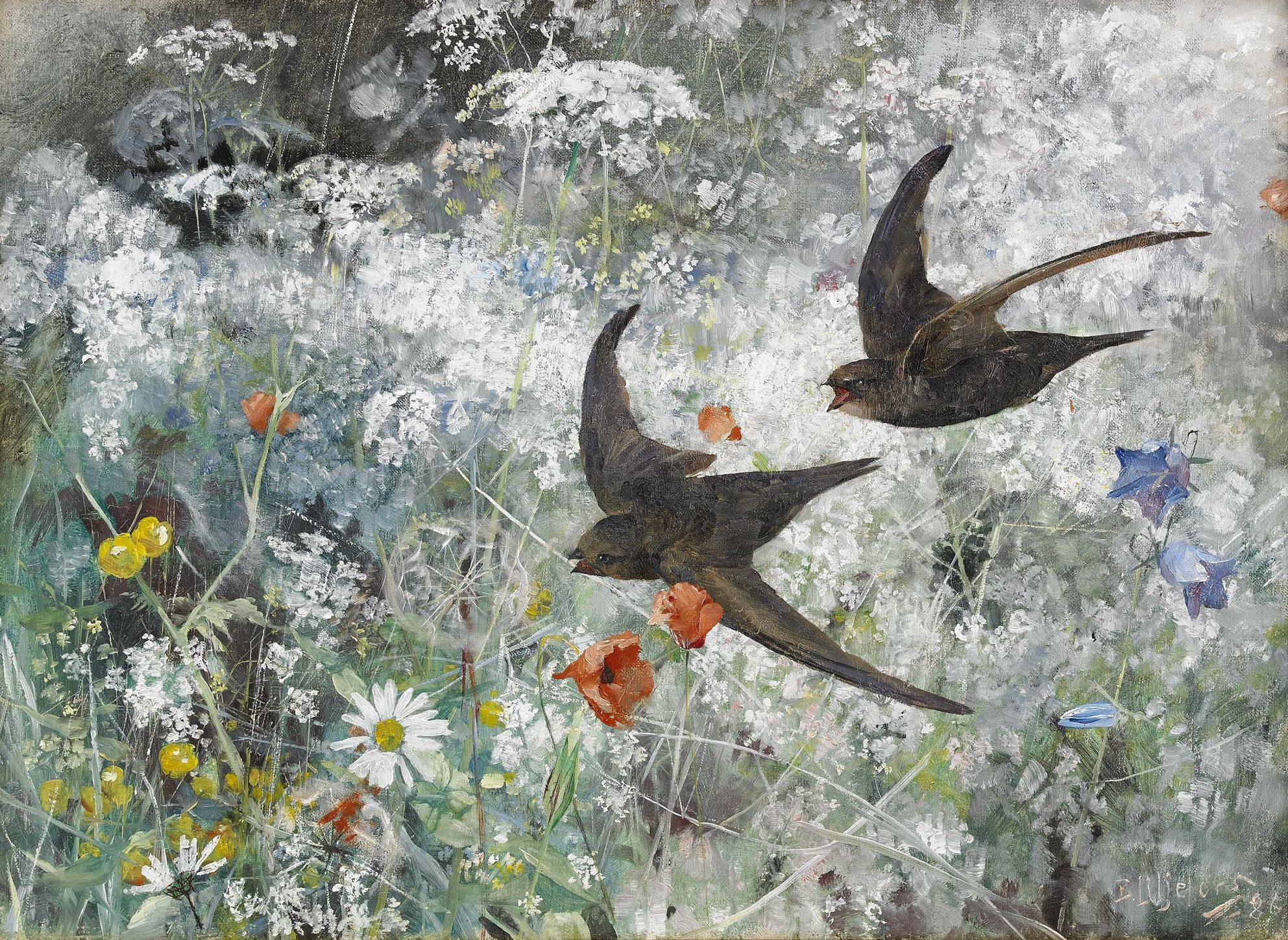
Falciots, 1886
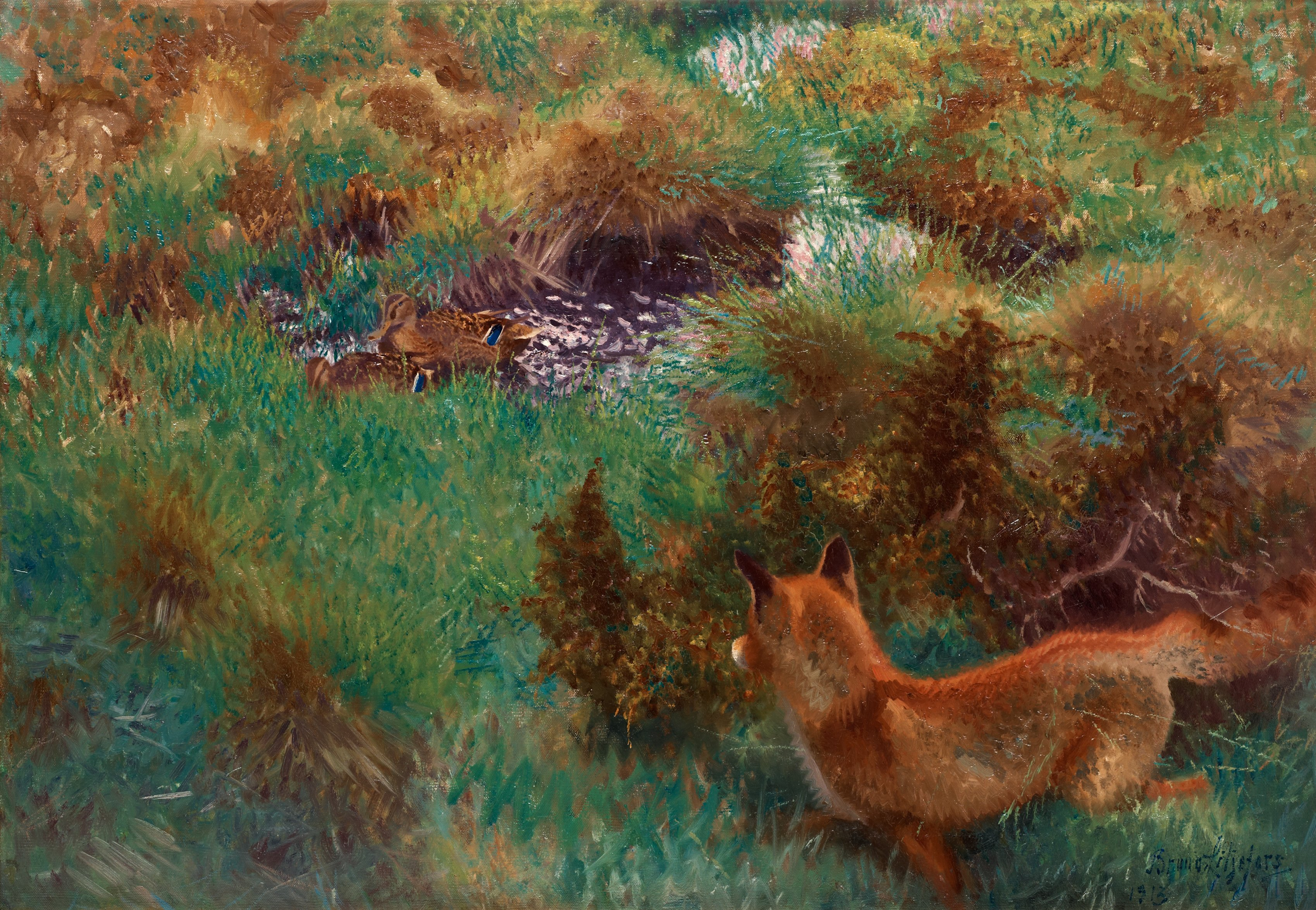
Guineu aguaitant ànecs salvatges, 1913
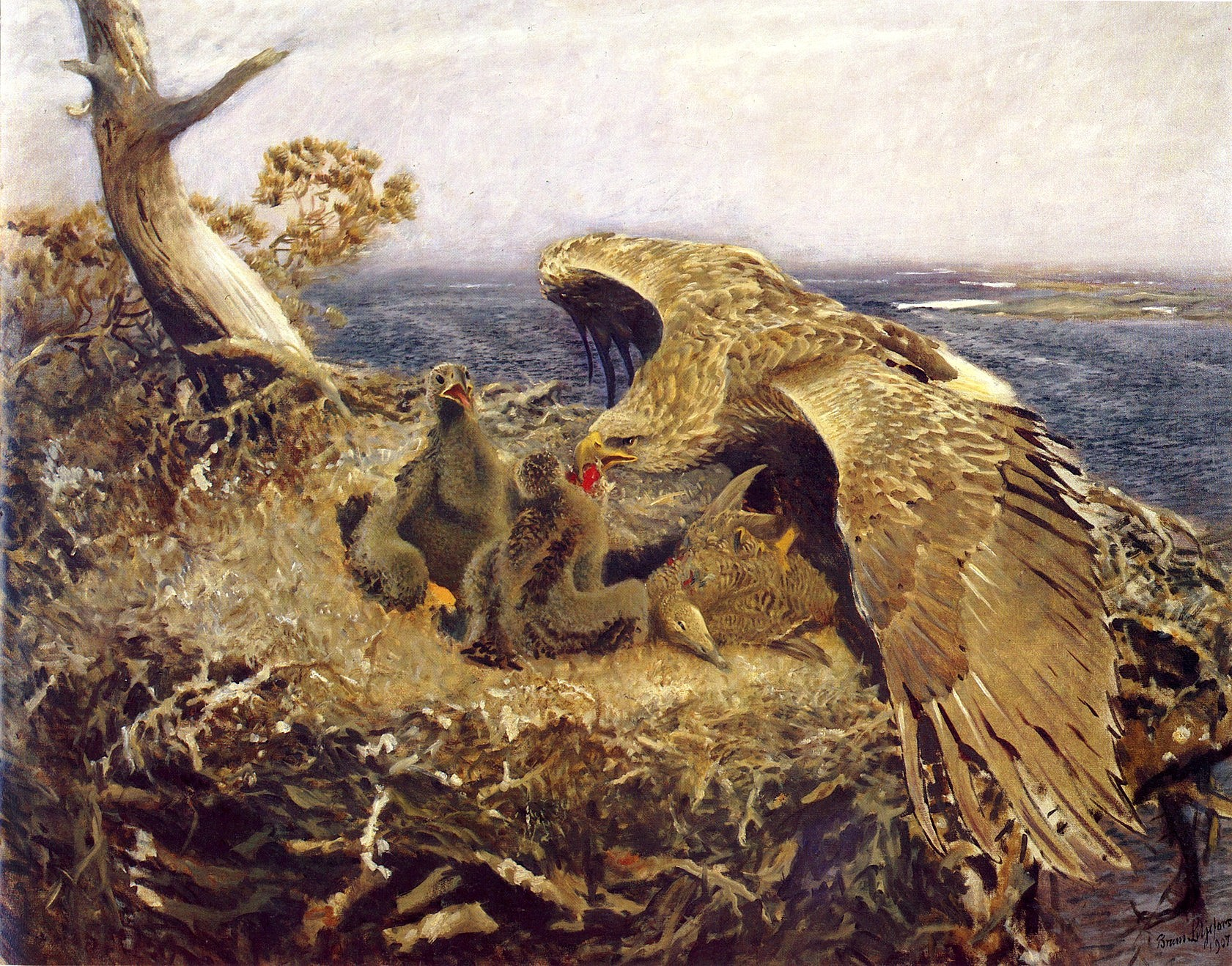
Niu d'àguila marina, 1907
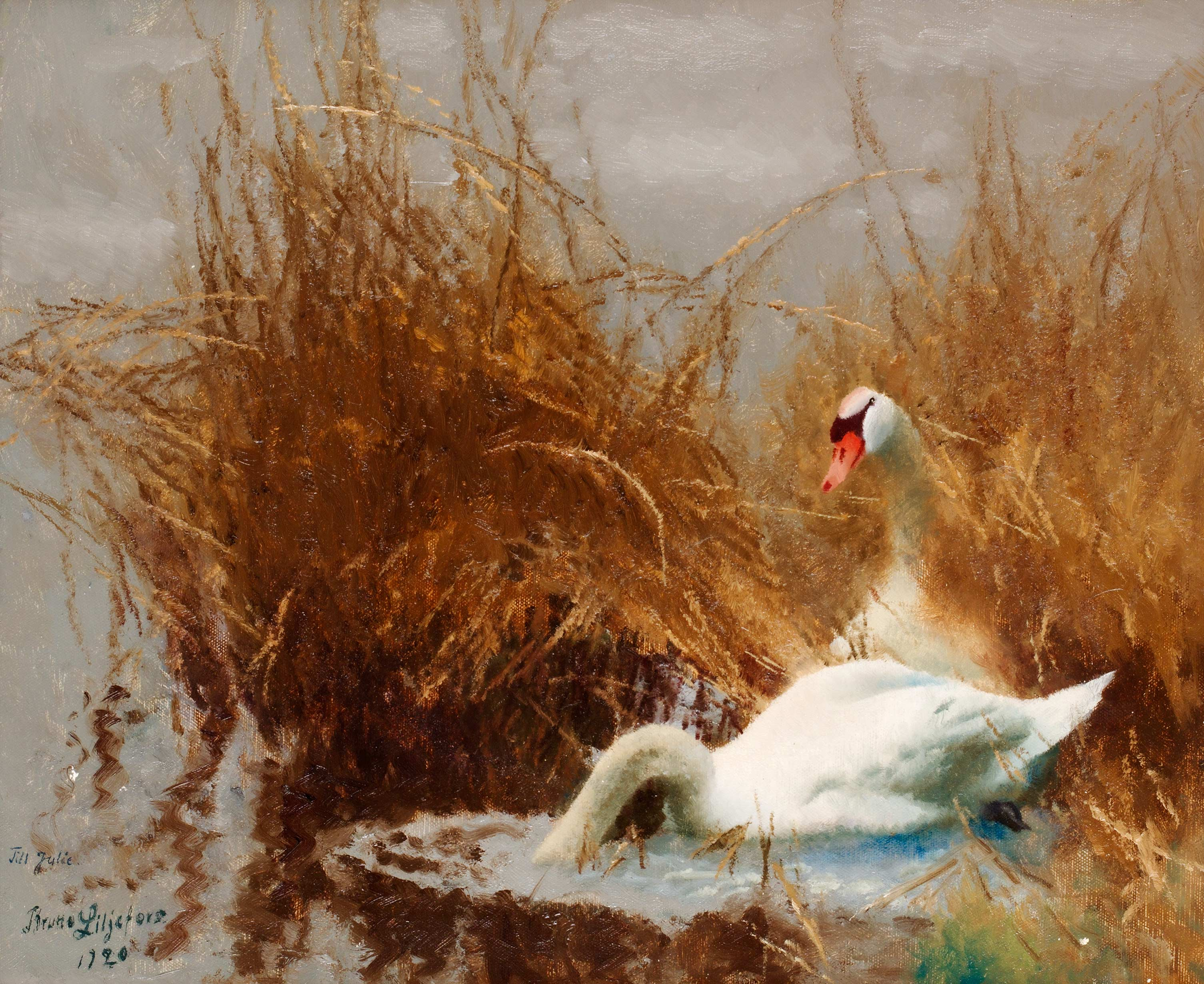
Cignes, 1920
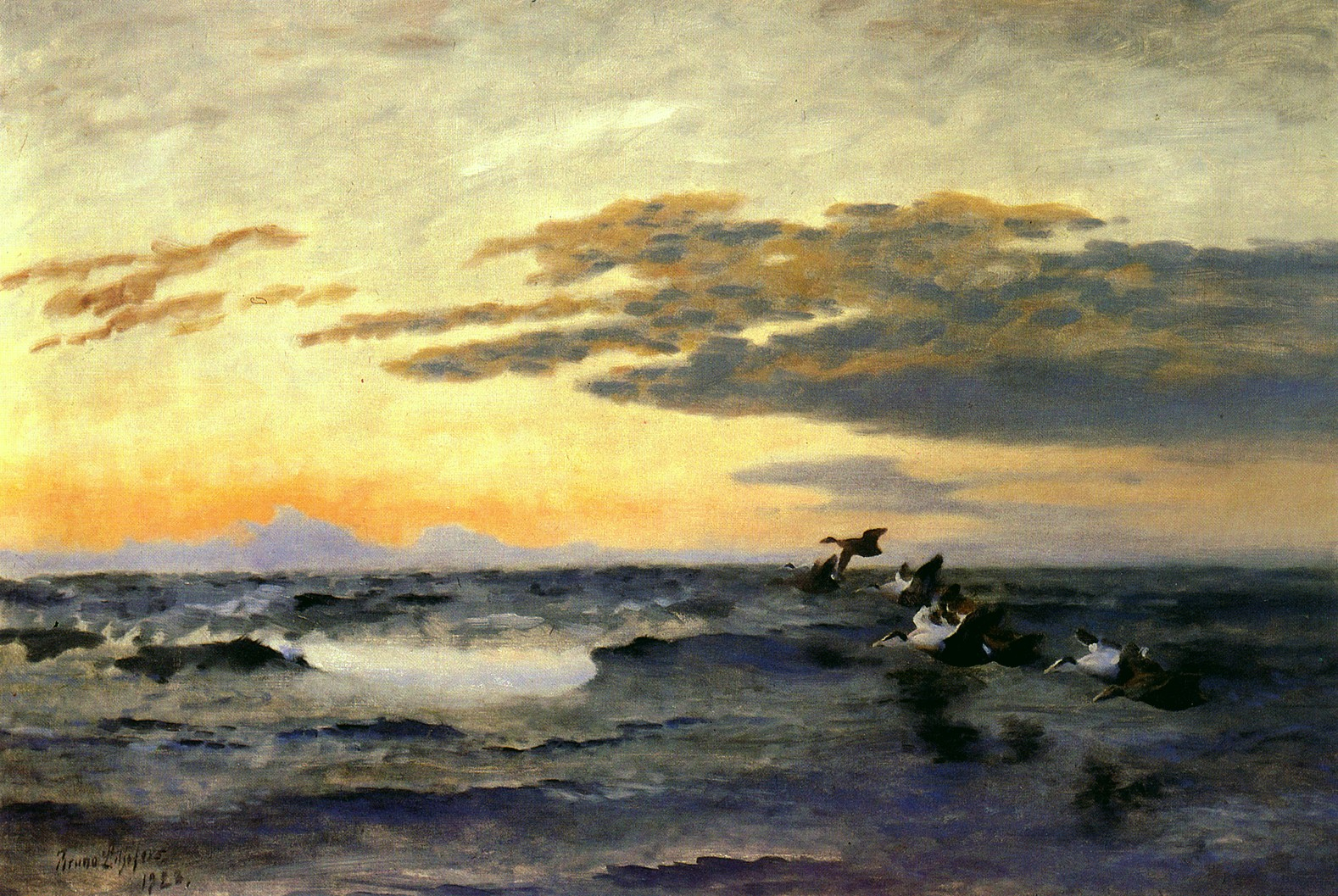
Èiders a la sortida de sol, 1928
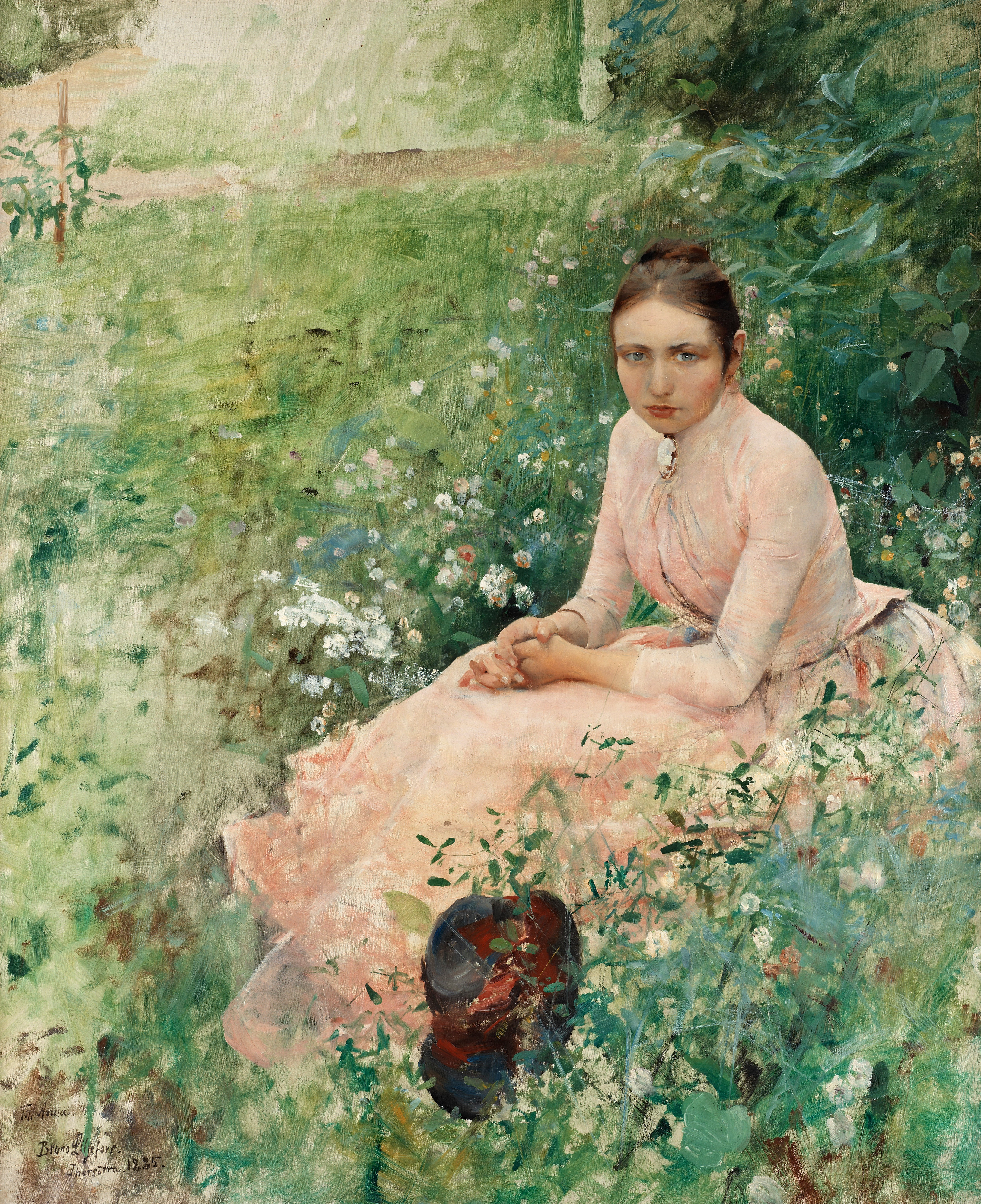
Retrat de dona jove
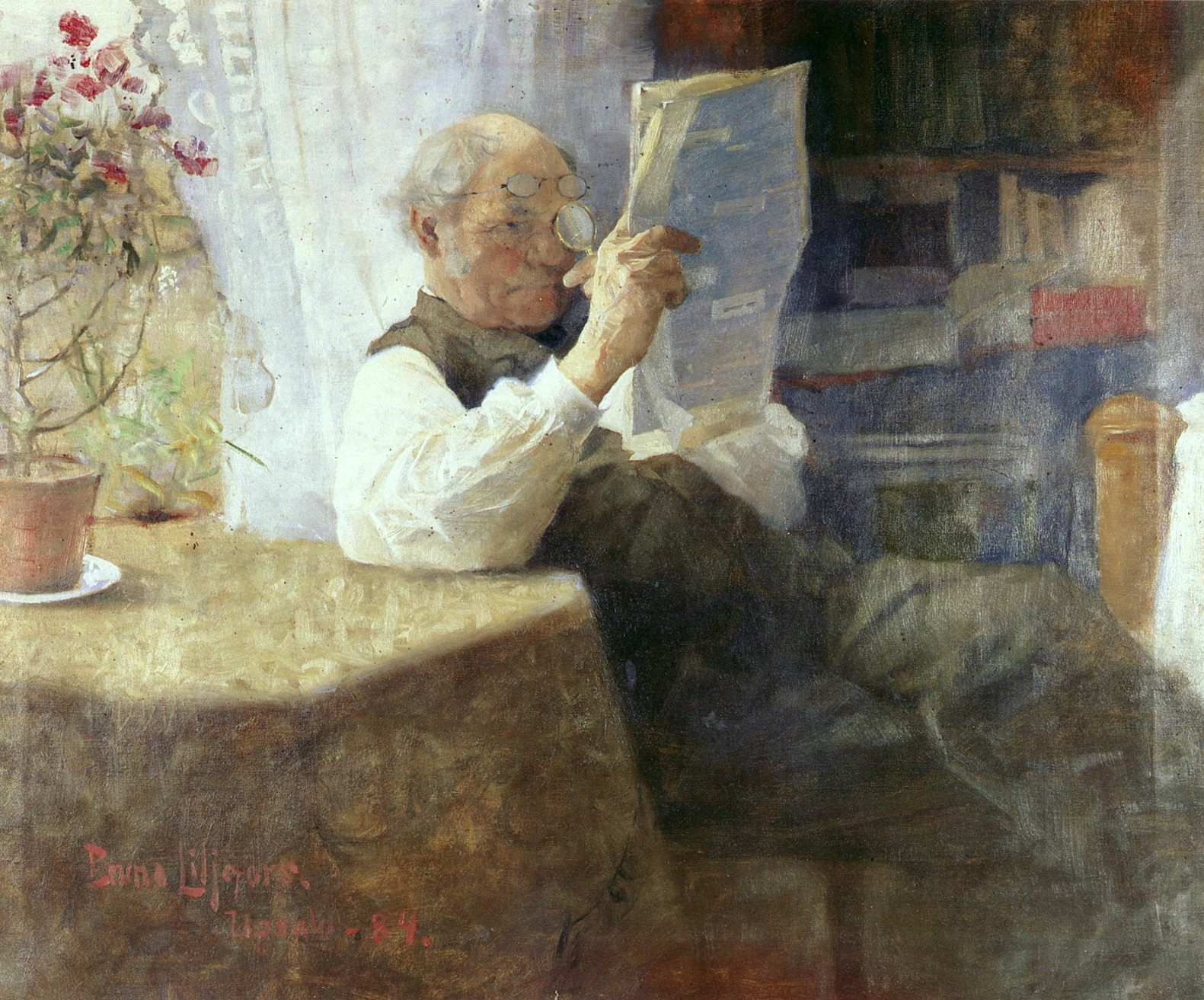
Retrat del Pare, 1884
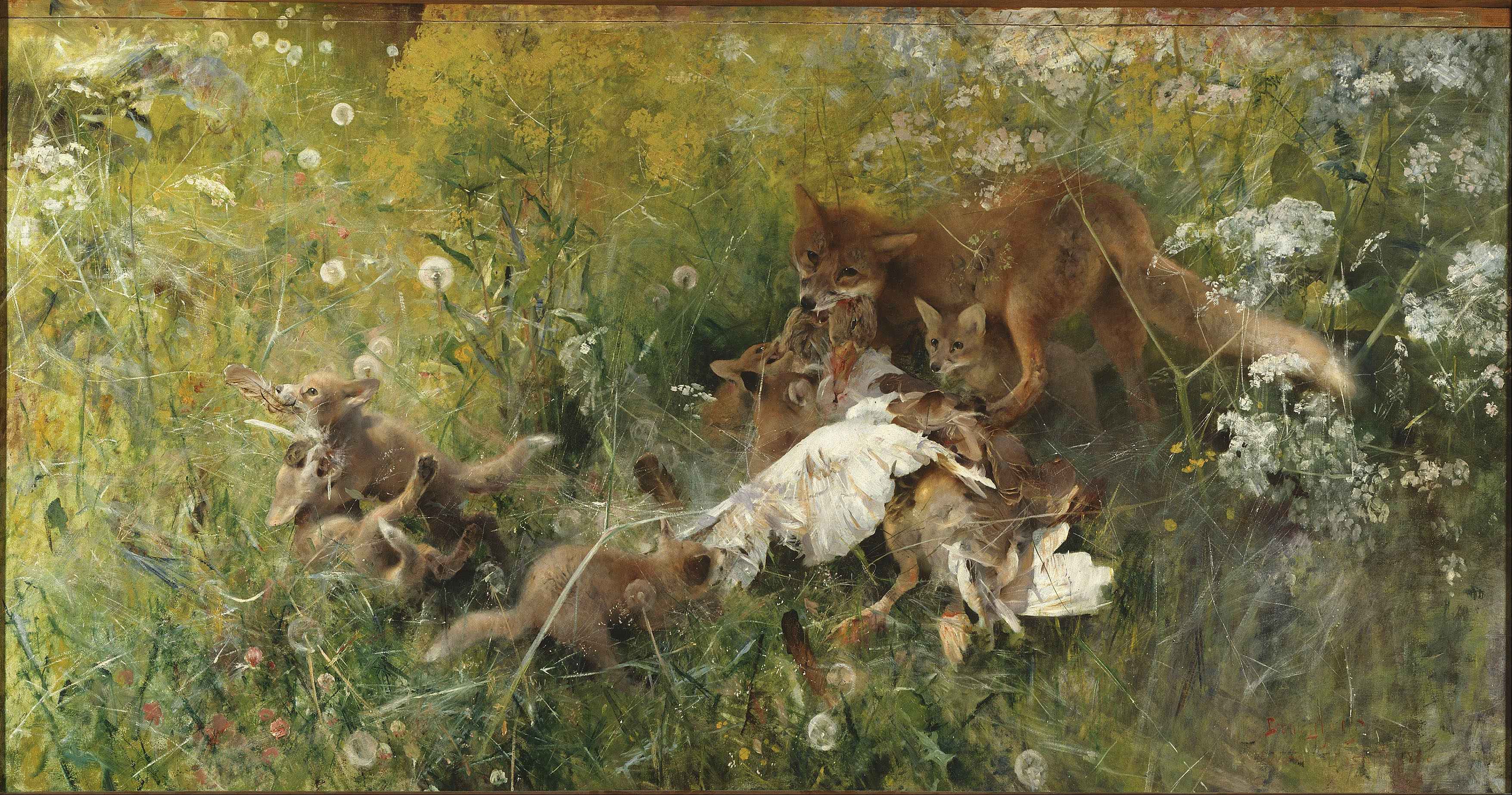
Una família de guineus
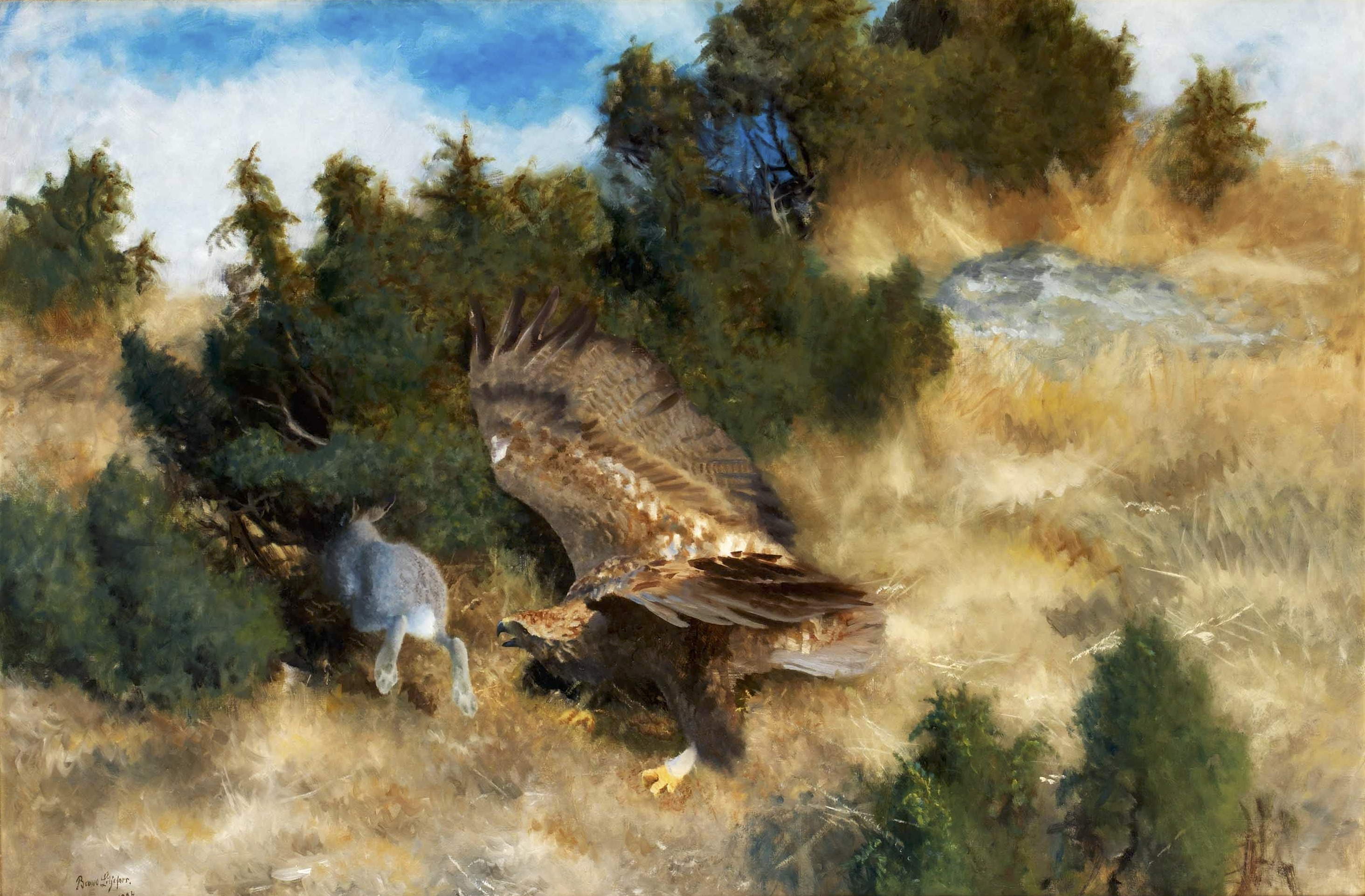
Llebre caçada per l'àguila
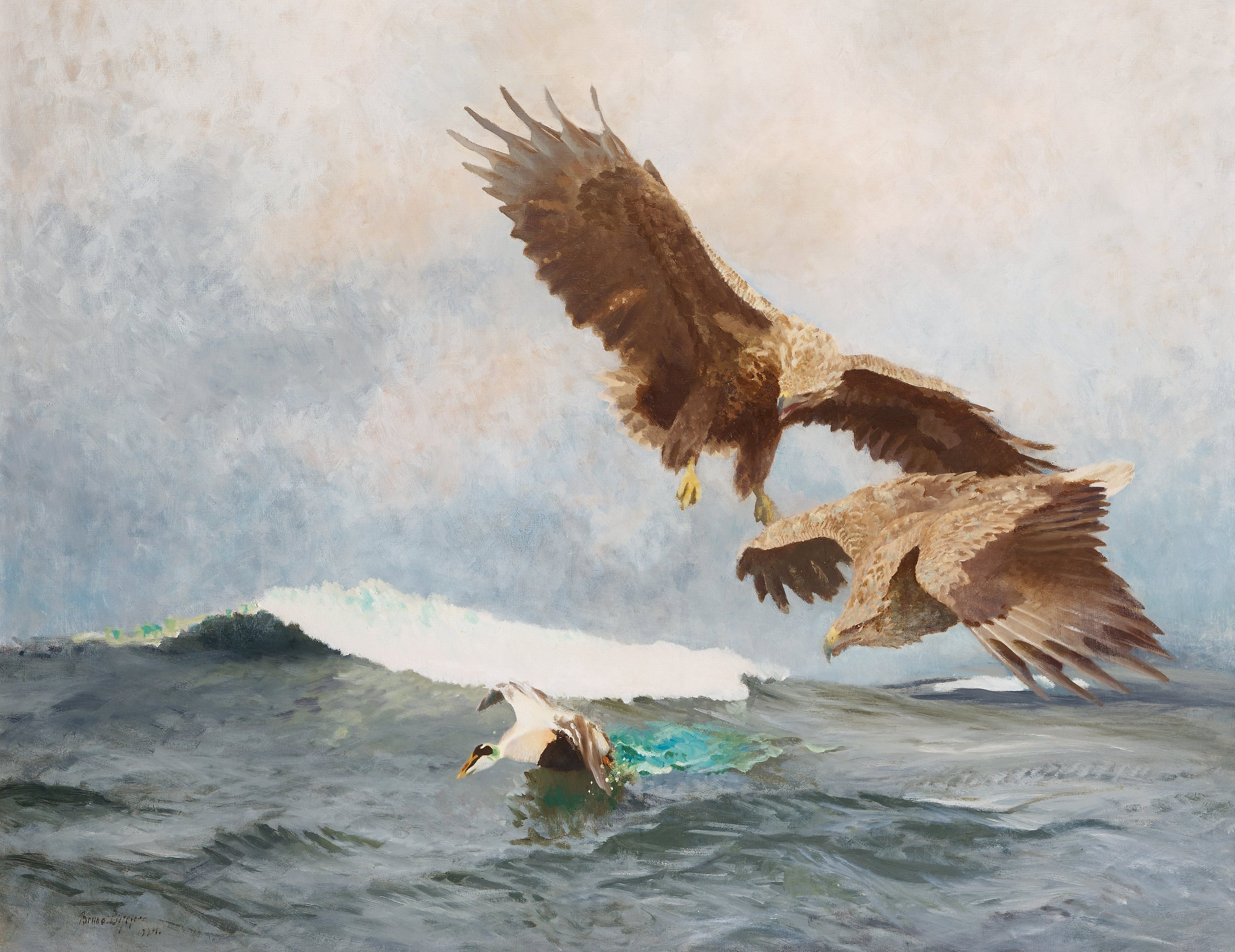
Aguiles caçant
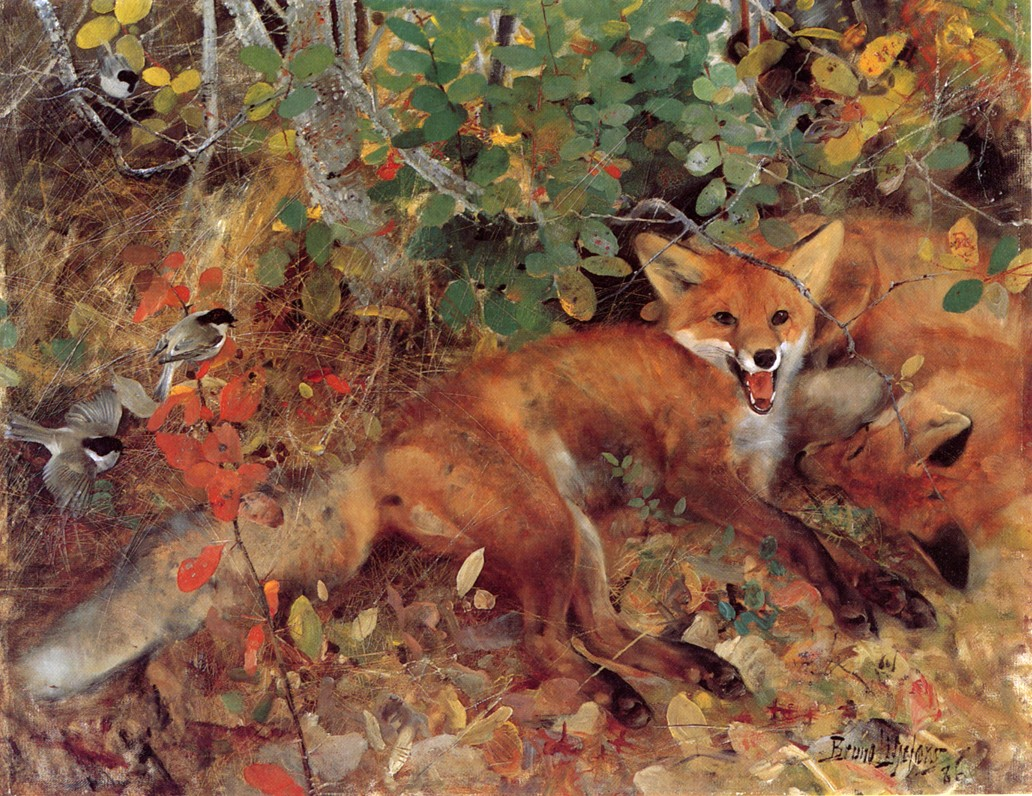
Guineus, 1885
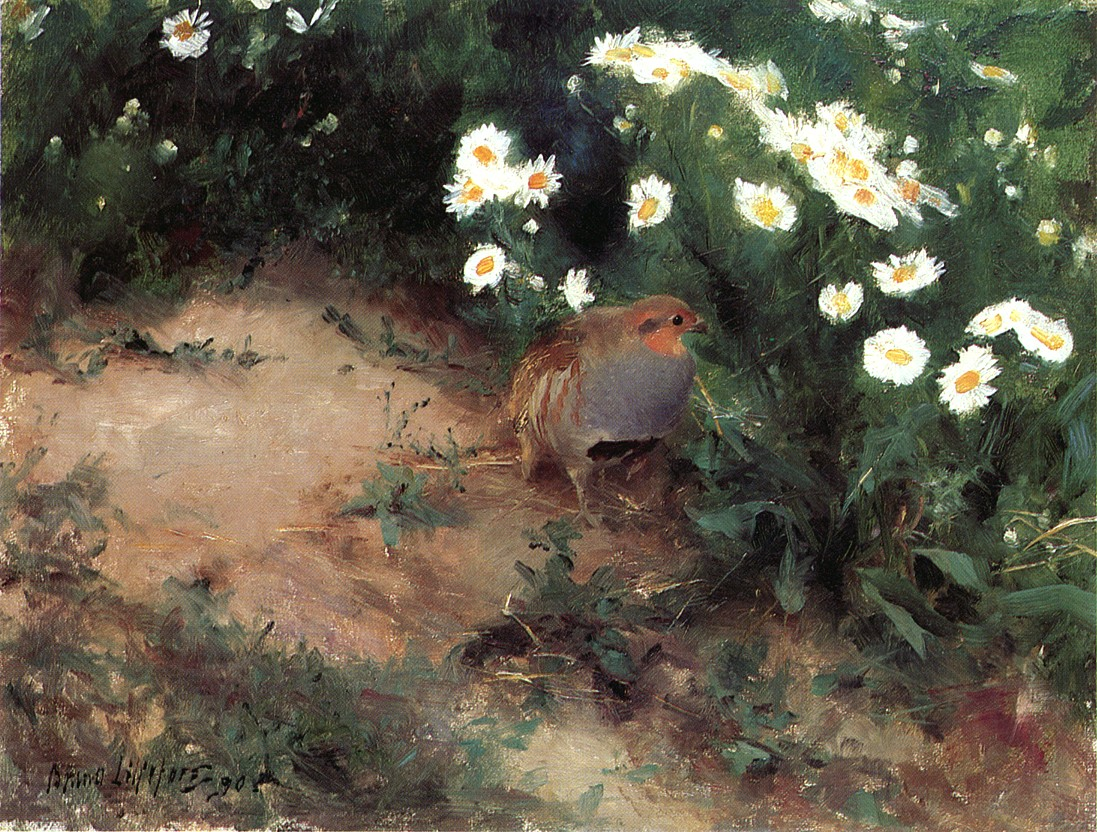
Perdiu amb margarides, 1890